# Une gueule comme la mienne
Pour plus de détails, voir Fiche technique et Distribution.
Une gueule comme la mienne est un film français réalisé par Frédéric Dard, sorti en 1960.

## Synopsis
En France, durant la Seconde Guerre mondiale, le journaliste Paul Roy est un résistant tandis que son confrère et ami Jacques Médina est un collaborateur. Mais c'est grâce à Jacques que Paul doit de rester libre, car il l'abrite chez lui après une rafle. Les deux amis coécrivent divers articles de propagande nazie qui paraissent sous la signature de Jacques. La situation se complique quand Paul devient l'amant de la femme de Jacques...

## Fiche technique
- Titre original : Une gueule comme la mienne
- Titre alternatif francophone : Gestapo contre X
- Réalisation : Frédéric Dard
- Assistant réalisation : Guy Blanc
- Scénario et dialogues : Frédéric Dard d'après son roman homonyme (Fleuve noir, 1958)[1]
- Conseiller technique : Pierre Granier-Deferre
- Décors : Robert Bouladoux
- Photographie : Walter Wottitz
- Son : Robert Teisseire
- Montage : Jacqueline Thiédot
- Musique : André Hossein
- Production : René Modiano
- Sociétés de production : Les Films Fernand Rivers (France), Les Films René Modiano (France)
- Sociétés de distribution : Les Films Fernand Rivers (France), Les Films F. Méric (France), Paris Nord Distribution (France)
- Pays d’origine :  France
- Langue originale : français
- Format : 35 mm — noir et blanc — 1.66:1 — son monophonique
- Genre : film dramatique
- Durée : 91 minutes
- Date de sortie :  13 juillet 1960
- (fr) Classification CNC : interdit aux –16 ans (visa d'exploitation no 22816 délivré le 16 mars 1960)

## Distribution
- Paul Guers : Paul Roy
- Jacques Duby : Jacques Médina
- Claire Maurier : Claire Médina
- Olivier Hussenot : Bloit
- Annie Robert : Annie
- Howard Vernon : Howard
- Lutz Gabor : Gabor
- Marcelle Ranson-Hervé : la passante au chien
- Jean Clarieux : le clochard
- Jacqueline Morane : une dame
- Richard Winckler : un officier allemand